# Reilly Smith
Reilly Smith (né le 1er avril 1991 à Toronto dans la province d'Ontario au Canada) est un joueur professionnel canadien de hockey sur glace. Il joue au poste d'ailier droit.

## Biographie

### Carrière
Il est choisi en 69e position du repêchage 2009 de la LNH par les Stars de Dallas. Le 25 mars 2012, il signe un contrat de trois ans avec ces derniers. Il marque son premier but dans la LNH contre Cory Schneider des Canucks de Vancouver le 15 février 2013. Durant le lock-out de la saison 2012-2013, il joue avec les Stars du Texas, le club-école des Stars de Dallas, dans la Ligue américaine de hockey.
Le 4 juillet 2013, il est échangé aux Bruins de Boston avec Loui Eriksson, Joe Morrow, Matt Fraser contre Tyler Seguin, Rich Peverley et Ryan Button.
Après deux saisons avec les Bruins, il est échangé le 1er juillet 2015 aux Panthers de la Floride avec le contrat de Marc Savard contre Jimmy Hayes.
Lors du Repêchage d'expansion de la LNH 2017, Smith est échangé aux Golden Knights de Vegas en retour d'un choix de quatrième tour au repêchage de 2018.
Le 28 juin 2023, quelques heures avant le repêchage de 2023, il est échangé aux Penguins de Pittsburgh contre un choix de 3e ronde en 2024. Une explication évoquée pour cet échange est que son salaire annuel de 5 millions $ pesait lourd sur la masse salariale des Golden Knights.
Le 6 mars 2025, il retourne avec les Golden Knights dans une transaction envoyant Brendan Brisson aux Rangers de New York.

### Vie personnelle
Il a deux frères, Brendan, qui joue au hockey, et Rory qui est professionnel de crosse.

## Statistiques

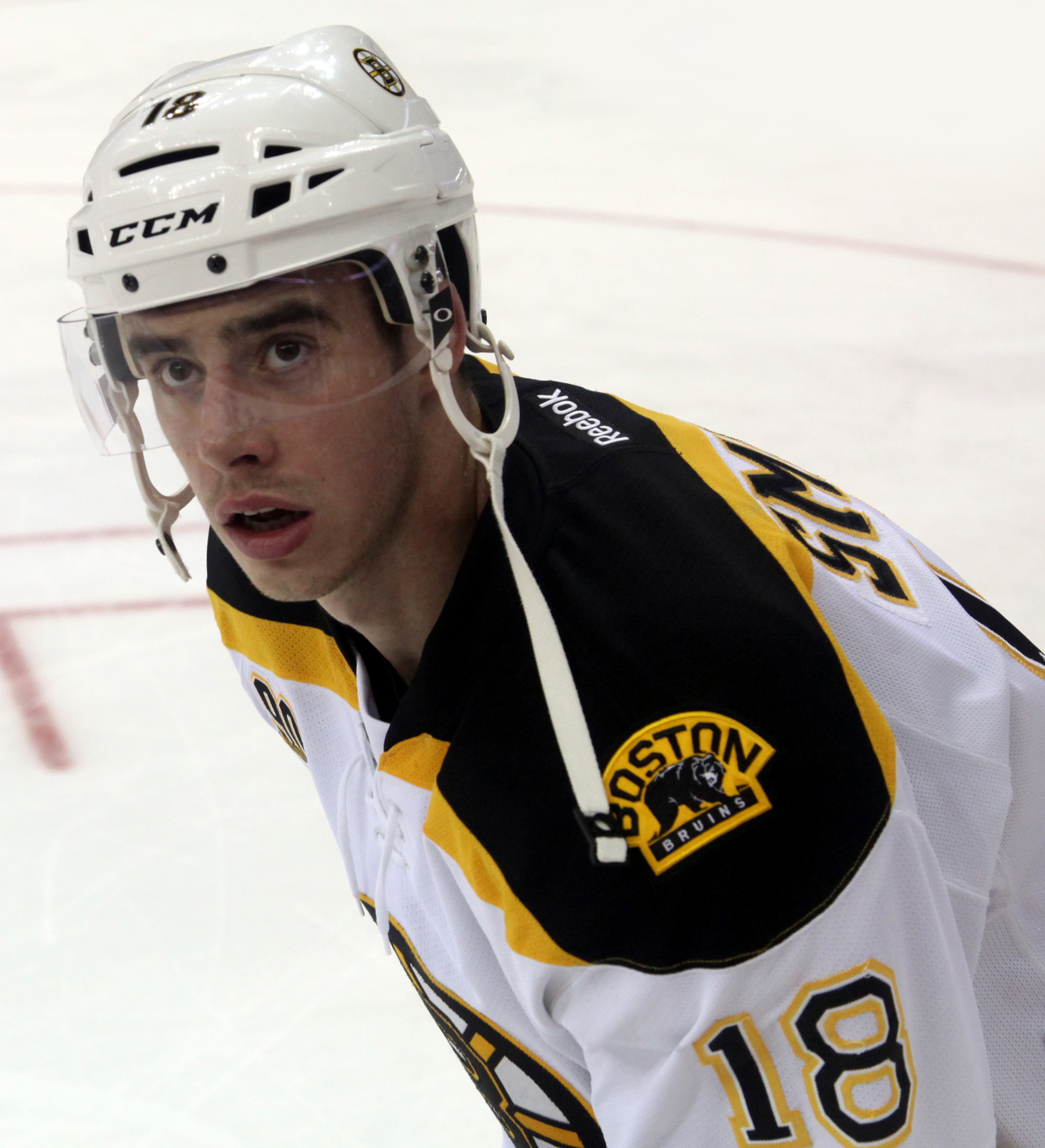
Reilly Smith avec les Bruins de Boston

| Saison     | Équipe                   | Ligue      |     | Saison régulière | Saison régulière | Saison régulière | Saison régulière | Saison régulière |    | Séries éliminatoires | Séries éliminatoires | Séries éliminatoires | Séries éliminatoires | Séries éliminatoires |
| Saison     | Équipe                   | Ligue      | PJ  | B                | A                | Pts              | Pun              | PJ               | B  | A                    | Pts                  | Pun                  |                      |                      |
| 2007-2008  | Buzzers de St. Michael's | LHJPO      | 13  | 2                | 7                | 9                | 22               | 1                | 0  | 0                    | 0                    | 2                    |                      |                      |
| 2008-2009  | Buzzers de St. Michael's | LHJO       | 49  | 27               | 48               | 75               | 44               | 6                | 9  | 6                    | 15                   | 10                   |                      |                      |
| 2009-2010  | Redhawks de Miami        | CCHA       | 44  | 8                | 12               | 20               | 24               | -                | -  | -                    | -                    | -                    |                      |                      |
| 2010-2011  | Redhawks de Miami        | CCHA       | 38  | 28               | 26               | 54               | 18               | -                | -  | -                    | -                    | -                    |                      |                      |
| 2011-2012  | Redhawks de Miami        | CCHA       | 39  | 30               | 18               | 48               | 22               | -                | -  | -                    | -                    | -                    |                      |                      |
| 2011-2012  | Stars de Dallas          | LNH        | 3   | 0                | 0                | 0                | 2                | -                | -  | -                    | -                    | -                    |                      |                      |
| 2012-2013  | Stars du Texas           | LAH        | 45  | 14               | 21               | 35               | 20               | 7                | 0  | 4                    | 4                    | 0                    |                      |                      |
| 2012-2013  | Stars de Dallas          | LNH        | 37  | 3                | 6                | 9                | 8                | -                | -  | -                    | -                    | -                    |                      |                      |
| 2013-2014  | Bruins de Boston         | LNH        | 82  | 20               | 31               | 51               | 14               | 12               | 4  | 1                    | 5                    | 0                    |                      |                      |
| 2014-2015  | Bruins de Boston         | LNH        | 81  | 13               | 27               | 40               | 20               | -                | -  | -                    | -                    | -                    |                      |                      |
| 2015-2016  | Panthers de la Floride   | LNH        | 82  | 25               | 25               | 50               | 31               | 6                | 4  | 4                    | 8                    | 0                    |                      |                      |
| 2016-2017  | Panthers de la Floride   | LNH        | 80  | 15               | 22               | 37               | 17               | -                | -  | -                    | -                    | -                    |                      |                      |
| 2017-2018  | Golden Knights de Vegas  | LNH        | 67  | 22               | 38               | 60               | 24               | 20               | 5  | 17                   | 22                   | 10                   |                      |                      |
| 2018-2019  | Golden Knights de Vegas  | LNH        | 74  | 19               | 34               | 53               | 14               | 7                | 1  | 5                    | 6                    | 0                    |                      |                      |
| 2019-2020  | Golden Knights de Vegas  | LNH        | 71  | 27               | 27               | 54               | 20               | 20               | 5  | 9                    | 14                   | 83                   |                      |                      |
| 2020-2021  | Golden Knights de Vegas  | LNH        | 53  | 14               | 11               | 25               | 18               | 19               | 3  | 7                    | 10                   | 4                    |                      |                      |
| 2021-2022  | Golden Knights de Vegas  | LNH        | 56  | 16               | 22               | 38               | 8                | -                | -  | -                    | -                    | -                    |                      |                      |
| 2022-2023  | Golden Knights de Vegas  | LNH        | 78  | 26               | 30               | 56               | 16               | 22               | 4  | 10                   | 14                   | 14                   |                      |                      |
| 2023-2024  | Penguins de Pittsburgh   | LNH        | 73  | 13               | 27               | 40               | 18               | -                | -  | -                    | -                    | -                    |                      |                      |
| 2024-2025  | Rangers de New York      | LNH        | 58  | 10               | 19               | 29               | 22               | -                | -  | -                    | -                    | -                    |                      |                      |
| Totaux LNH | Totaux LNH               | Totaux LNH | 898 | 223              | 319              | 542              | 232              | 106              | 26 | 53                   | 79                   | 36                   |                      |                      |

## Trophées et honneurs personnels

### Ligue nationale de hockey
- 2022-2023 : champion de la coupe Stanley avec les Golden Knights de Vegas